# Tseten Samdup Chhoekyapa
Tseten Samdup Chhoekyapa (né au Népal) est un homme politique tibétain. Depuis 2008 à 2014, il est le représentant du Dalaï Lama et du gouvernement tibétain en exil pour l'Europe centrale et orientale à la tête du Bureau du Tibet à Genève, puis à partir de 2014, à la tête du Bureau du Tibet à Paris. 

## Biographie
Il est né dans un camp de réfugiés au Népal où ses parents ont fui le Tibet en 1959, à la suite de l'occupation du Tibet par la république populaire de Chine.
Il commença à travailler pour l'administration centrale tibétaine en Inde en novembre 1985
En août 1991, il rejoint le Bureau du Tibet à Londres où il est en poste jusqu'en 2000. 
En 1990, il obtient une bourse de la fondation Ford pour étudier à l'université Columbia à New York où il obtient sa licence de journalisme. Il étudie le marketing à l'université de Westminster à Londres en 1998. Il poursuivit ses études au Collège Saint-Joseph de Darjeeling en Inde. d'août 2000 à août 2007, il est marketing manager pour une société de téléphonie mobile à Bombay en Inde et à Londres.
Il a été nommé représentant au Bureau du Tibet à Genève du 1er avril 2008 à 2014, succédant à Kelsang Gyaltsen,.
Son adjoint est le sous-secrétaire Dawa Gyatso.
Il est membre du Conseil de l'Institut tibétain de Rikon et est fondateur et signataire de la Déclaration de Prague sur la Conscience européenne et le communisme.
Il est secrétaire du Bureau du dalaï-lama (Ganden Phodrang).